# Rhen-Main-området

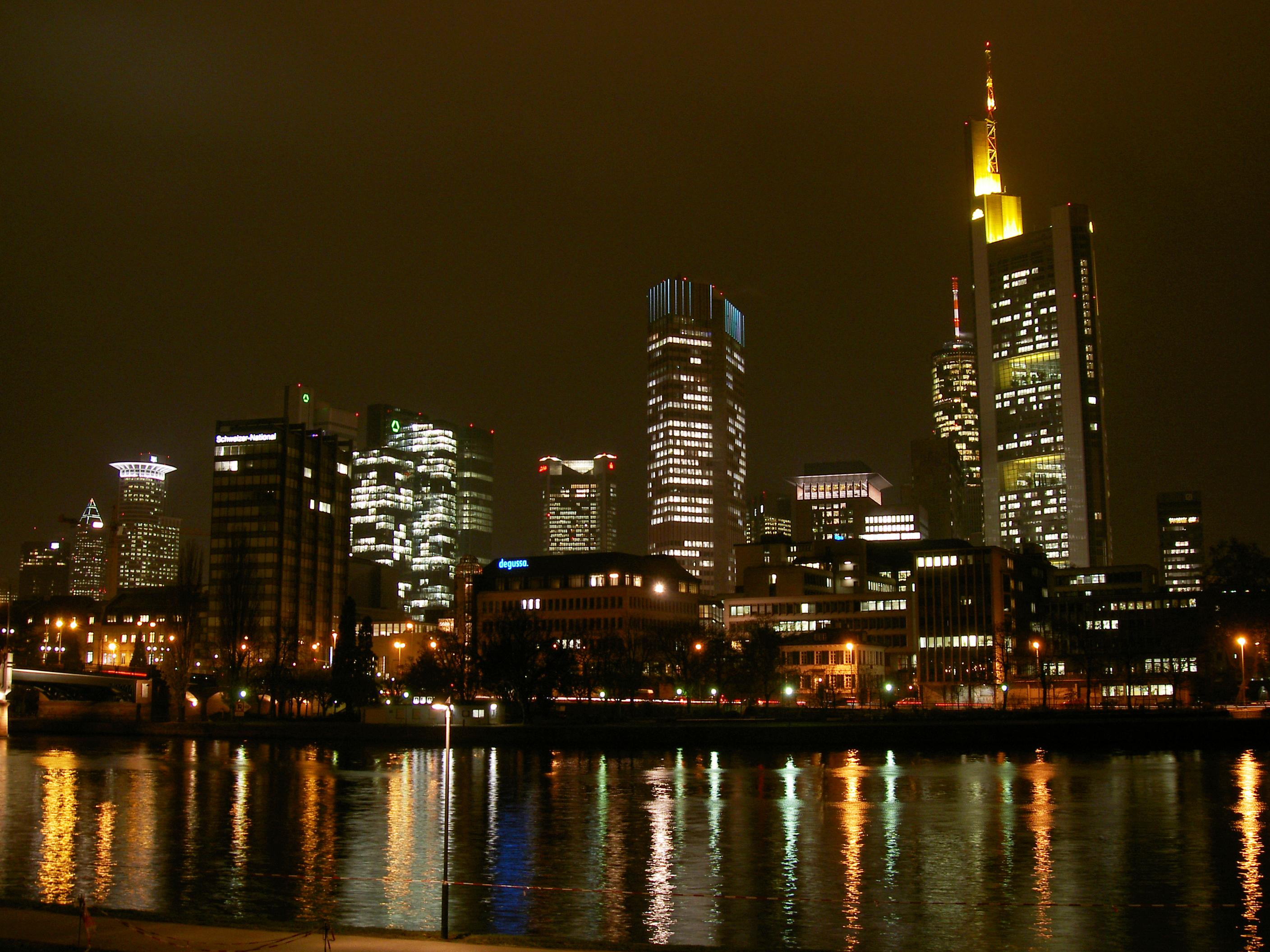
Frankfurt am Mains skyline.

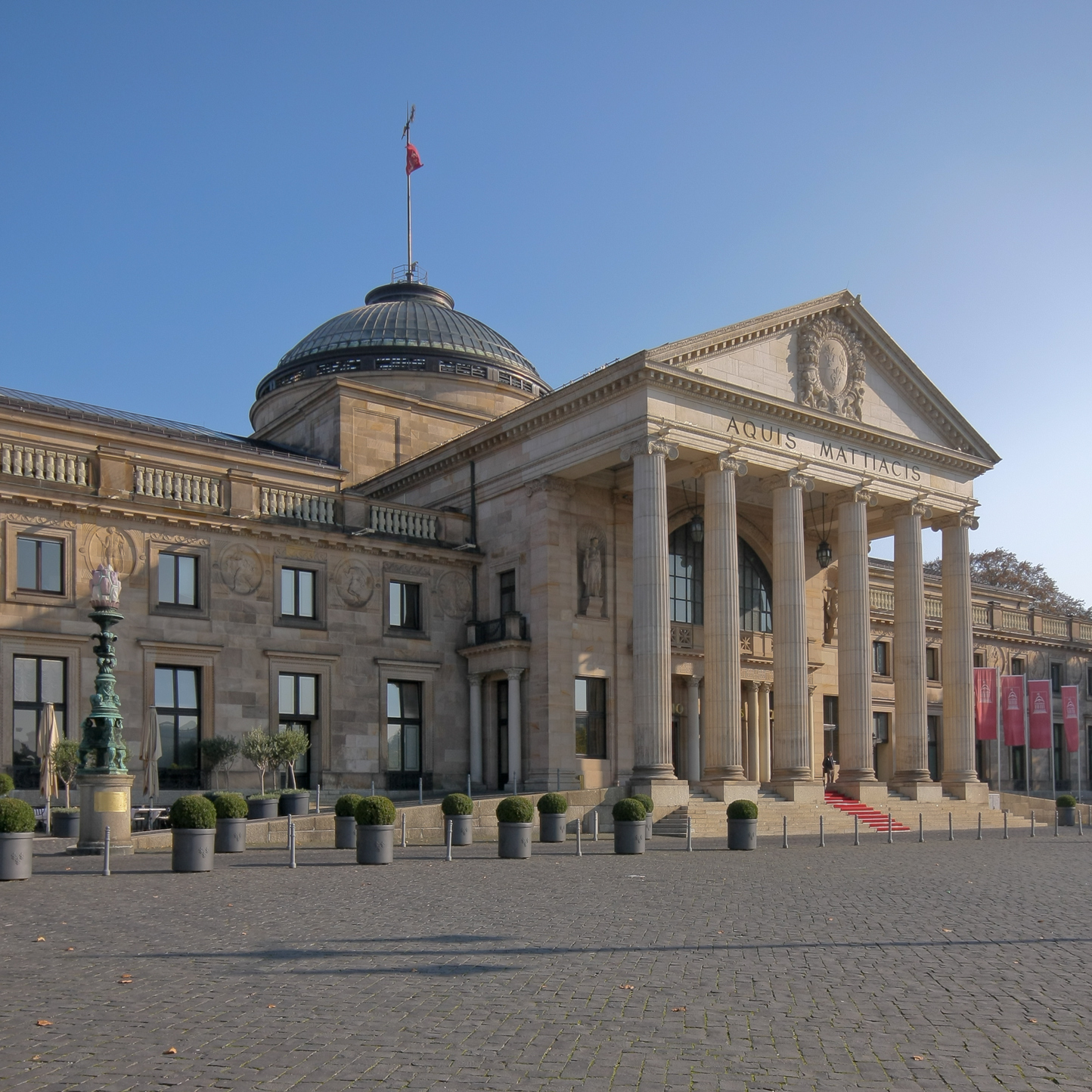
Kurhaus i Wiesbaden.

Rhen-Main-området är ett av Tysklands folkrikaste storstadsområden, med delar i de tre förbundsländerna Hessen, Rheinland-Pfalz och Bayern, och täcker regionen där floden Main ansluter till den större Rhen. Rhen-Main-området kan delas in i fyra dominerande befolkningscentran, där man centralt och i norr finner Frankfurt am Main med omgivning, i öster Aschaffenburgområdet, i söder Darmstadtområdet, och i väster Wiesbaden med grannstaden Mainz. Dessa städer med omgivningar har under årens lopp vuxit ihop och bildar nu ett storstadsområde med cirka 3,9 miljoner invånare. Förutom nämnda städer ligger ett flertal andra stora och medelstora städer i området, bland annat Bad Homburg vor der Höhe, Hanau, Offenbach am Main och Rüsselsheim. 

## Pendlingsområde
Storstadsområdet, tyska Großstadtregion Rhein-Main, består av totalt fem kärnstäder samt ytterligare 210 städer och kommuner, där minst hälften av de dagliga pendlarna söker sig in till områdets mer centrala delar (kärnstäder med närmaste omgivning).
| Områdestyp                  | Areal (km²) | Invånarantal 31 december 2008 | Densitet (inv/km²) |
| --------------------------- | ----------- | ----------------------------- | ------------------ |
| Kärnstäder                  | 716,93      | 1 400 490                     | 1 953,45           |
| Kärnstädernas närområde     | 1 491,59    | 1 391 389                     | 932,82             |
| Närliggande pendlingsområde | 3 544,91    | 1 109 192                     | 312,90             |
| Totalt                      | 5 753,43    | 3 901 071                     | 678,04             |

Som kärnstäder räknas städer med över 100 000 invånare, det vill säga Darmstadt, Frankfurt am Main, Mainz, Offenbach am Main och Wiesbaden.

## Region
Metropolregion Frankfurt/Rhein-Main är en planerings- och samarbetsregion, som består av totalt 445 städer och kommuner i de tre delstaterna Hessen, Bayern och Rheinland-Pfalz. I slutet av 2006 hade regionen 5 297 694 invånare.